# Skandal im Mädchenpensionat
Skandal im Mädchenpensionat ist ein 1952 entstandenes deutsches Filmlustspiel von Erich Kobler mit Walter Giller, Marianne Koch, Günther Lüders und Joachim Brennecke in den Hauptrollen.

## Handlung
Irgendwo in einem Phantasie-Fürstentum. Die drei Rekruten Paul Heller, Josef Freudinger und Ferdinand Dorn nutzen ihren ersten Ausgang aus der Kaserne dafür, mal „so richtig einen draufzumachen“. Betrunken denken sie gar nicht daran, in ihre Kaserne heimzukehren, sondern landen torkelnd im Garten eines Mädchenpensionats für höhere Töchter. Da sie nach Ablauf der Ausgangsfrist als „unerlaubt von der Truppe entfernt“ gelten, heftet sich sogleich die Militärpolizei an ihre Fersen. Da hat einer der Männer die verrückte Idee sich als Frauen zu verkleiden und im Mädchenpensionat als diejenigen neuen Lehrerinnen vorzustellen, die dort gerade erwartet werden. Der „Charleys-Tante“-Schwindel fliegt jedoch bald auf.
Doch weder die Pensionatsleiterin, die sich im höchsten Maße düpiert fühlt, noch der befehlshabende Offizier der Kaserne, der verknöcherte Oberst von Leithen, haben Interesse daran, diese Peinlichkeit an die große Glocke zu hängen. Selbst seine Durchlaucht Fürst Maximilian wäre bei einer Publizierung des hochnotpeinlichen Ereignisses ziemlich bloßgestellt, hatte er doch bei einem unlängst stattgefundenen Gartenfest coram publico mit einer der als Damen verkleideten Herren geflirtet. Und so hat die „Fahnenflucht“ der Drei keine Konsequenzen, zumal sich das hübsche Töchterlein von Oberst von Leithen, Marina, in den liebenswerten Paul verliebt hat. So steht einer Hochzeit der beiden auch nichts mehr im Wege.

## Produktionsnotizen
Skandal im Mädchenpensionat entstand im Atelier München-Geiselgasteig sowie in München und Umgebung. Die Uraufführung erfolgte am 9. Februar 1953 im Karlstor-Kino der bayerischen Landeshauptstadt, die Berliner Premiere war am 24. April desselben Jahres.
Produzent Toni Schelkopf übernahm auch die Produktionsleitung. Ernst H. Albrecht entwarf die von Arne Flekstad umgesetzten Filmbauten. Die Kostüme stammen von Ursula Maes.

## Kritiken
Der Spiegel schrieb: “Der Film rangiert bei Kinobesuchern in der Erfolgskategorie der "Brüller". "Charleys Tante" tief drei.”
Im Lexikon des Internationalen Films heißt es: „Mit den üblichen Liebesgeschichten angereicherter Verwechslungsschwank; witzlose Unterhaltung nach bekannten Mustern.“